# Jordan z Giano
Jordan z Giano (ur. ok. 1195 w Giano, zm. po 1262) – włoski franciszkanin, towarzysz Franciszka z Asyżu i kronikarz jego życia.

## Życiorys
Urodził się około 1195 roku w Giano. Około 1220 roku wstąpił do Zakonu Braci Mniejszych, prawdopodobnie będąc diakonem. Na kapitule zakonu w 1221 roku został wybrany przez Cezarego ze Spiry do udania się na misję do Niemiec. Ze strachu przed śmiercią męczeńską nie chciał jechać, jednak po spotkaniu z generałem Eliaszem Bonbaronem zmienił zdanie. Był on jednym z nielicznych naocznych świadków, którzy na bieżąco pisali kronikę życia Franciszka (Kronika brata Jordana). Dotarłszy do Niemiec, udał się wraz z braćmi Abrahamem i Konstantynem do Salzburga, gdzie został ciepło przyjęty przez arcybiskupa Eberharda II. 18 marca 1224 roku przyjął święcenia kapłańskie. Przez pewien czas celebrował msze w Moguncji, Wormacji i Spirze. W 1225 roku został gwardianem w Moguncji i kustoszem Turyngii. W 1227 roku wziął udział w kapitule prowincjalnej w Niemczech, a trzy lata później powrócił do Italii, gdzie otrzymał relikwie św. Franciszka od Tomasza z Celano. Po pewnym czasie powrócił do prowincji niemieckiej i pozostał tam do 1262 roku. Wówczas pojawia się ostatnia wzmianka o nim w źródłach, gdy bierze udział w kapitule prowincjalnej w Halberstadt. Prawodpodobnie zmarł niedługo później.